# Léon-Joseph Suenens
Léon-Joseph Suenens (inne spotykane formy imion: Leon-Joseph, Leo-Joseph, Leon Józef) (ur. 16 lipca 1904 w Ixelles, zm. 6 maja 1996) – belgijski duchowny katolicki, kardynał Kościoła rzymskokatolickiego.

## Życiorys
W 1921 ukończył l’Institut Sainte-Marie w Schaerbeek. Po ukończeniu seminarium duchownego w Malines (Mechelen) został wysłany na dalsze studia do Rzymu w Collège Belge. Okres II wojny światowej spędził pełniąc funkcję wicerektora uniwersytetu katolickiego w Leuven, po czym w 1945 otrzymał nominację na biskupa pomocniczego archidiecezji mecheleńskiej, której ordynariuszem był wówczas kardynała Joseph-Ernest van Roey. Na swoją konsekrację biskupią wybrał hasło: «In Spiritu Sancto» (W Duchu Świętym). Léon-Joseph Suenens otrzymał tytuł biskupa Isinda.
W roku 1961, po śmierci swego poprzednika mianowany 18 arcybiskupem archidiecezji Mechelen. Kreowany kardynałem w 1962, jako kościół tytularny została mu przyznana bazylika św. Piotra w Okowach. Uczestniczył w pracach II soboru watykańskiego, gdzie był jednym z czterech moderatorów.
Kard. Suenens zabrał głos tłumaczący znaczenie darów charyzmatycznych podczas sesji soboru w dniu 22 października 1963 roku. W czasie sesji dyskutowano nad kwestią charyzmatów w Kościele. Wobec głosów mówiących, że nadzwyczajne dary charyzmatyczne były kwestią Kościoła pierwotnego, kardynał przekonywał o ich konieczności w życiu Kościoła współczesnego. Bez nich pojęcie Ludu Bożego oraz Ciała Chrystusowego, którym sobór przywrócił pierwotne znaczenie, pozostaną martwą literą. Zaprzeczenie charyzmatom przeszkodziłoby przebudzeniu duchowemu Ludu Bożego. Jego racje przyczyniły się do ujęcia nauczania o charyzmatach w tekście soborowym Lumen gentium. Dokument mówi, iż dary Ducha stanowią zwyczajny element życia duchowego Kościoła i są przyznawane każdemu ochrzczonemu
W roku 1968 jako jeden z pierwszych odrzucił papieskie nauczanie nt. życia małżeńskiego określone w encyklice Humanae vitae: Nie czujemy się zobowiązani do bezwarunkowej i całkowitej uległości, jak w przypadku orzeczeń dogmatycznych.
W 1974 roku wziął udział w drugim kongresie „Światowej Konferencji nt. Religii i Pokoju” w Louvain w Belgii. Kongres odbywał się pod auspicjami Organizacji Narodów Zjednoczonych i wpisywał się w idee ruchu tzw. synkretyzmu religijnego.
Zaangażowany osobiście w chrześcijańskie ruchy i stowarzyszenia religijne – m.in. Legion Maryi i odnowę charyzmatyczną – kard. Suenens odszedł na biskupią emeryturę w 1979 r. Jego następcą na stolicy biskupiej Malines był od stycznia 1980 do stycznia 2010 kard. Godfried Danneels.